# スペイン・エスクード
16世紀から19世紀の間、スペインのさまざまな時代に流通したさまざまな通貨は、「盾」を意味するエスクードの名で知られている。

## 金エスクード（1535年-1833年）

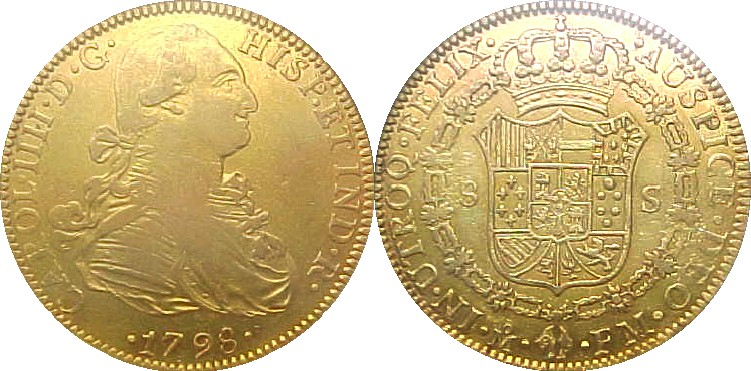
カルロス4世の8エスクード金貨。

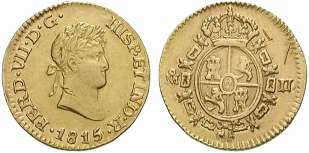
フェルナンド7世の2エスクード金貨。

1535年、カルロス1世の治下で金3.4グラムを含む額面が350マラベディの硬貨がバルセロナで初めて鋳造された。これはチュニジア遠征の費用を賄うためのものだった。 
しかし、エスクード金貨がスペインの主要貨幣単位となったのはフェリペ2世の時代になってからで、補助単位としてレアルとマラベディが使われた。フェリペ2世の時代からフェルナンド7世の時代まで、さまざまな金属や額面の貨幣が鋳造されていたが、それらはすべて1エスクード＝16レアル銀貨または40ビロン貨、を基準としていた。
金貨は、½、1、2、4、8エスクードの額面で発行された。2エスクードの一部は、重さがエスクード硬貨6.77グラムの2倍に相当するため、 ダブロン金貨（ダブルーン）という名前で知られていた。これらの硬貨に加えて、 1809年から1839年にかけては、統一された金属、純度、重量で構成された、80、160、320レアルのビロン貨 （2、4、8エスクード相当）が発行された。 
これらの硬貨のデザインは、表側に現君主の胸像、裏側の王室の紋章をあしらっていた。さらに、すべての硬貨は、造られた造幣局に対応する文字があった。ほとんどの金貨はマドリードかセビリアの造幣局で造られたため、これらのコインにはMまたはSのいずれかが刻印されている。
| 額面                                                           | 金属 | 純度* | 重量(g) | 直径 (mm) | へり        | 年代         |
| -------------------------------------------------------------- | ---- | ----- | ------- | --------- | ----------- | ------------ |
| 8 エスクード                                                   | 金   | 0.875 | 27.06   | 38.00     | Cordoncillo | 1535 ～ 1833 |
| 4 エスクード                                                   | 金   | 0.875 | 13.53   | 31.00     | Cordoncillo | 1535 ～ 1833 |
| 2 エスクード                                                   | 金   | 0.875 | 6.77    | 22.00     | Cordoncillo | 1535 ～ 1833 |
| 1 エスクード                                                   | 金   | 0.875 | 3.38    | 18.00     | Cordoncillo | 1535 ～ 1833 |
| ½ エスクード                                                   | 金   | 0.875 | 1.69    | 15.00     | Cordoncillo | 1535 ～ 1833 |
| * = 金属の純度は最初の91.7％から最終的に87.5％にまで低下した。 |      |       |         |           |             |              |

## 銀エスクード（1864年-1869年）

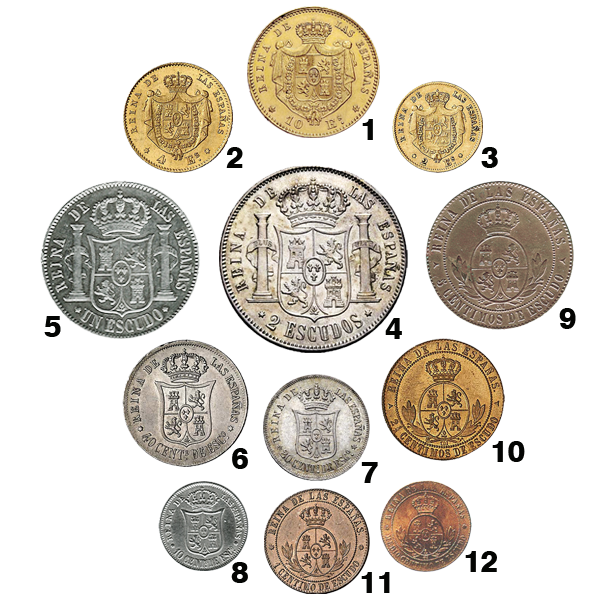
エスクード銀貨に基づく通貨システム。

2番目のエスクードである銀エスクード（エスクード銀貨）は、 イサベル2世の治世中にスペインで導入された。エスクード銀貨の重量は12.5グラム、純度は1000分の835で、100サンチーム・エスクードに細分された。
女王が1833年に即位する前は、スペインではさまざまな金属、純度、重量、値の多数の通貨単位が流通していた。このため、当時はレアルとマラベディが併存していた通貨制度を単一通貨に統一する試みがいくつか行われた。同様に、 ラテン通貨同盟に参加するために、十進数でメートル法に適合した単一通貨が必要だった。このために、1864年にエスクード銀貨が作られ、レアルが置き換えられた。
銅 、銀、金の硬貨は、完全に定められた重量、金属、純度で鋳造された。発行されたのは、銅貨が½、1、2½、5サンチームエスクード、 銀で10、20、40サンチームエスクードと1、2エスクード。最後に金で2、4、10エスクードだった。
上記のコインは、以下の概略表に示されている特徴を持っていた： 
| Ref.                                                        | 額面          | 材質 | 純度  | 重量 (g) | 直径 (mm) | へり           | 年代         | 鋳造       |
| ----------------------------------------------------------- | ------------- | ---- | ----- | -------- | --------- | -------------- | ------------ | ---------- |
| 1                                                           | 10 エスクード | 金   | 0,900 | 8,35     | 22,00     | Ley Patria Rey | 1865 ～ 1868 | M S        |
| 2                                                           | 4 エスクード  | 金   | 0,900 | 3,34     | 18,00     | Estriado       | 1865 ～ 1868 | M S        |
| 3                                                           | 2 エスクード  | 金   | 0,900 | 1,67     | 16,00     | Estriado       | 1865 ～ 1868 | M          |
| 4                                                           | 2 エスクード  | 銀   | 0,900 | 26,00    | 37,00     | Ley Patria Rey | 1864 ～ 1868 | M          |
| 5                                                           | 1 エスクード  | 銀   | 0,900 | 13,00    | 30,00     | Ley Patria Rey | 1864 ～ 1868 | M          |
| 6                                                           | 40 サンチーム | 銀   | 0,810 | 5,20     | 23,00     | Estriado       | 1864 ～ 1868 | B M S      |
| 7                                                           | 20 サンチーム | 銀   | 0,810 | 2,60     | 18,00     | Estriado       | 1865 ～ 1868 | M S        |
| 8                                                           | 10 サンチーム | 銀   | 0,810 | 1,30     | 15,00     | Estriado       | 1865 ～ 1868 | M S        |
| 9                                                           | 5 サンチーム  | 銅   | 0,999 | 12,50    | 32,00     | Liso           | 1865 ～ 1868 | B M J Sg S |
| 10                                                          | 2½ サンチーム | 銅   | 0,999 | 6,25     | 25,00     | Liso           | 1865 ～ 1868 | B M J Sg S |
| 11                                                          | 1 サンチーム  | 銅   | 0,999 | 2,50     | 18,00     | Liso           | 1864 ～ 1868 | B M J Sg S |
| 12                                                          | ½ サンチーム  | 銅   | 0,999 | 1,25     | 16,00     | Liso           | 1864 ～ 1868 | B M J Sg S |
| B = Barcelona M = Madrid J = Jubia Sg = Segovia S = Sevilla |               |      |       |          |           |                |              |            |

この、2番目のスペイン・エスクードの寿命は短かったが、当時の経済を正常化するために極めて重要な、統一された通貨制度の導入の基礎となった。
1869年、女王イサベル2世の即位と暫定政権の成立後、2エスクードが5ペセタに相当することが確立された。以後、2002年のユーロ導入まで、ペセタはスペインの通貨単位となった。